# Крокодил (брандер)
«Крокодил» — брандер Балтийского флота России, один из четырёх брандеров одноимённого типа, участник Северной войны 1700—1721 годов. Судно находилось в составе флота с 1707 года, по большей части находилось в Санкт-Петербурге и принимало участие в Ледовом походе Балтийского флота к Выборгу в 1710 году.

## Описание брандера
Один из четырёх парусных брандеров с деревянным корпусом одноимённого типа, строившихся на верфи в Селицком рядке как шнявы, однако после спуска на воду в 1707 году переоборудованные в брандеры. Длина брандера составляла 19,8 метра, а ширина — 5,2 метра. Артиллерийское вооружение судна составляли четырёх 3-фунтовых орудия, а экипаж состоял из 30 человек.

## История службы

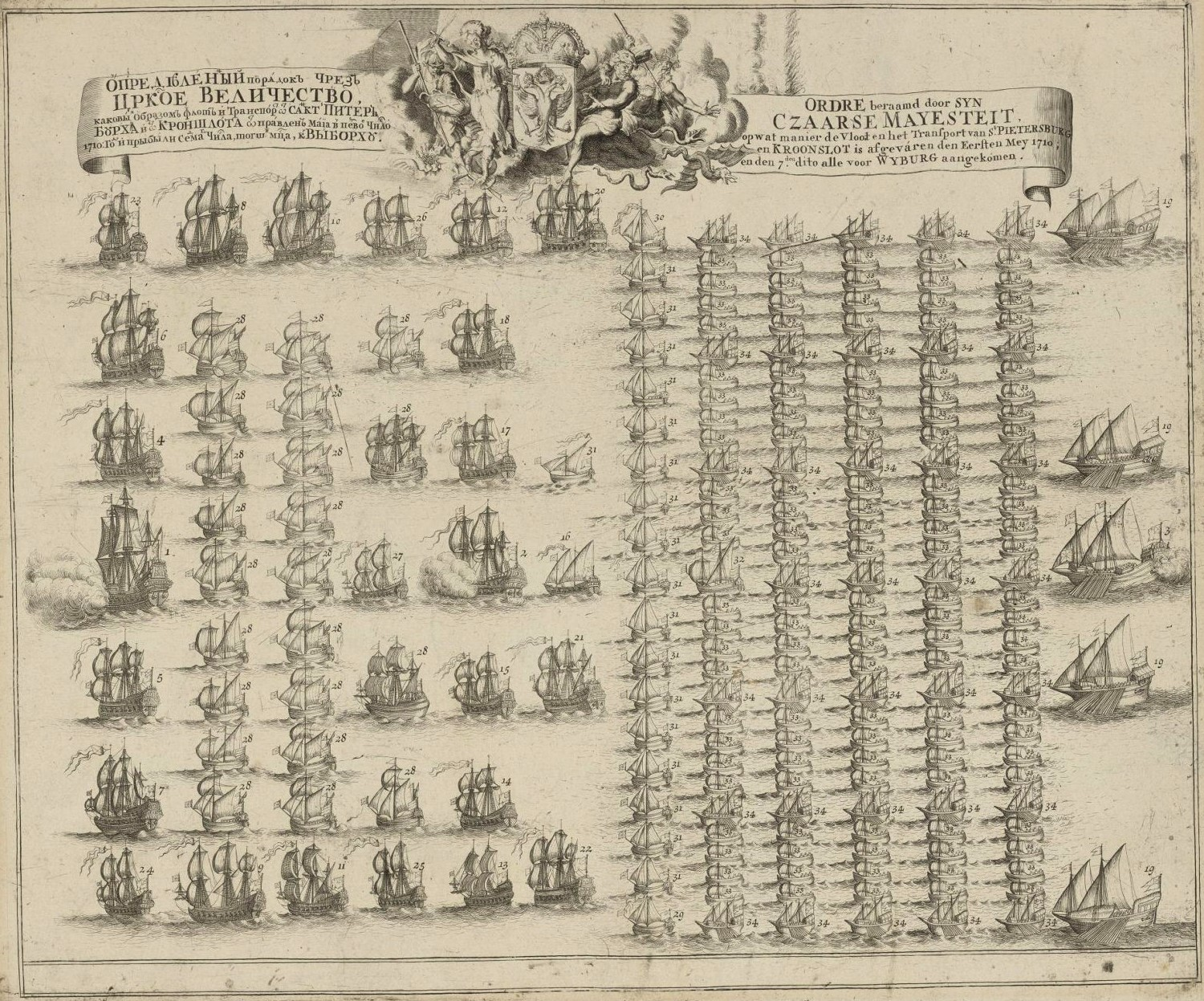
Порядок построения Балтийского флота во время похода к Выборгу

Судно «Крокодил» было заложено на стапеле верфи в Селицком рядке как шнява, однако после спуска на воду в 1707 году было переоборудовано в брандер и вошло в состав Балтийского Флота России.
Брандер принимал участие в Северной войне 1700—1721 годов. В кампании с 1707 по 1709 год находился в Санкт-Петербурге.
В кампанию 1710 года в мае принимал участие в ледовом походе кораблей Балтийского флота от Кроншлота в Выборгу.

## Командиры брандера
Командирами брандера «Крокодил» в составе Российского императорского флота в разное время служили:
- поручик Г. Гопенар[комм. 2] (1710 год)[2][4].

### Комментарии
1. ↑  Всего в рамках серии было построено 4 судна: «Крокодил» (головное судно проекта), «Флам», «Фур» и «Эгель»[1].
2. ↑  В оригинале — Hendrick Hoppenar[4].